# Nectogale elegans
Genre
Espèce
Statut de conservation UICN

 LC  : Préoccupation mineure
Le Nectogal élégant (Nectogale elegans) est la seule espèce du genre Nectogale. Cette sorte de musaraigne est un mammifère insectivore de la famille des Soricidae, d'origine asiatique.

## Caractéristiques
Le Nectogal élégant a des pattes palmées. C'est un type d'adaptation à la vie semi-aquatique rare chez les insectivores et qui justifie son classement dans un genre monospécifique. Cette particularité est présente seulement chez le Nectogal, le Desman des Pyrénées (Galemys pyrenaicus), le Limnogale (Limnogale mergulus) et le Micropotamogale du Mont Ruwenzori (Micropotamogale ruwenzorii).

## Comportement
On a peu de données sur cette espèce.
Le nectogal est un animal terrestre de mœurs aquatiques et diurnes.
Ces petits carnassiers ont été observés fouillant les zones de torrents de montagne. Ils longent les cours d'eau, à contre-courant, explorant les rochers, les brindilles et la vase le long des berges, à la recherche de proies vivantes telles que des invertébrés aquatiques ou de petits poissons. Puis ils plongent dans l'eau et se laissent porter par les flots un peu plus bas.

## Habitat et répartition
C'est une espèce originaire de Chine, Inde, Birmanie et Népal.
Les populations se rencontrent au nord de l'Asie du Sud : du North Sikkim (Inde) au Népal oriental. Dans la Chine centrale et du sud, l'espèce est présente au Shaanxi, Gansu, Qinghai, Sichuan, Yunnan et Xizang. Au nord de l'Asie du Sud Est elle est limitée à certaines parties au nord de la Birmanie.
Ce sont des espèces plutôt montagnardes, que l'on rencontre de 900 à 2.270 m d'altitude.

## Statut de conservation
Ce n'est pas une espèce menacée. De plus le nectogale élégant est présent dans des zones protégées du Népal et probablement aussi en Chine.